# Psychoda saites
Psychoda saites är en tvåvingeart som beskrevs av Quate 1965. Psychoda saites ingår i släktet Psychoda och familjen fjärilsmyggor.
Artens utbredningsområde är Filippinerna. Inga underarter finns listade i Catalogue of Life.